# کترکت (ویسکانسین)
کترکت (به انگلیسی: Cataract) یک منطقهٔ مسکونی در ایالات متحده آمریکا است که در Little Falls واقع شده‌است. کترکت ۱۸۶ نفر جمعیت دارد و ۲۵۹٫۰۸ متر بالاتر از سطح دریا واقع شده‌است.